# Amomum curtisii
Amomum curtisii là một loài thực vật có hoa trong họ Gừng. Loài này được John Gilbert Baker mô tả khoa học đầu tiên năm 1892 theo mẫu vật Curtis 1578 thu thập tại Penang ở cao độ 760 m (2.500 ft) dưới danh pháp Elettariopsis curtisii. Ông cũng mô tả loài Elettariopsis serpentina theo mẫu vật trong King's Collector thu thập tại Penang ở cao độ 300-450 m (1.000-1.500 ft) trong cùng năm này, nhưng sau đó nó được xác định là đồng nghĩa của Elettariopsis curtisii.
Phân tích phát sinh chủng loại phân tử chi Amomum nghĩa rộng năm 2018 của de Boer et al. cho thấy nó thuộc về chi Amomum nghĩa hẹp, vì thế nó được Jana Leong-Škorničková và Kristýna Hlavatá chuyển sang chi Amomum.

## Phân bố
Loài này có ở Thái Lan và Malaysia bán đảo.